# 滴草由实
滴草由实（1984年7月9日—），日本女性歌手、畫家。鹿儿岛县出身。隶属于唱片公司NORTHERN MUSIC、演艺事务所White Dream。

## 主要经历
- 2002年4月，在由GIZA studio主办的试演会“SUPER STARLIGHT CONTEST”中获得优胜。（获得准优胜的是竹井诗织里）
- 2002年7月，与倉木麻衣、愛内里菜等女性歌手共同参加翻唱合辑《GIZA studio MAI-K&FRIENDS HOTROD BEACHPARTY》，同期参加了同名巡回演唱会（全国五场），以未出道歌手身份参加而获得注目。
- 2003年4月，参与地下音乐厂牌DAY TRACK的女性歌手合辑《DAY TRACK "Lady Mastersoul"》，以一曲《Don't Say Don't Love》获得USEN地下厂牌排行榜中获得初等场冠军记录，是获得该记录的首位女性个人歌手。
- 2003年7月2日，出道单曲《Don't you wanna see me ＜oh＞ tonight?》发行。获得日本全国30家FM广播电台POWER PLAY，创造当时音乐史上最多纪录。
- 2003年9月，在吉祥寺参与首次店内演出活动。
- 2003年11月，参加由B'z成员松本孝弘（TAK MATSUMOTO）发起的翻唱合集《THE HIT PARADE》，翻唱曲目为尾崎亚美的《Foggy Night》。
- 2003年12月3日，首张个人专辑《CONTROL Your touch》发行，同期在澀谷举行第一次个人LIVE。
- 2004年春，受著名音乐制作人Wyclef Jean的邀请造访纽约。
- 2004年10月27日，第二张专辑《Yumi Shizukusa II》发行，大部分曲目由美国cybersound进行编曲制作，Wyclef Jean本人亦供曲两首。
- 2005年2月，首次搭配影视剧的单曲《花篝り》发行，该曲将传统和风与R&B融合，同时因搭配影视剧和季节歌曲而获得长销记录，目前也是最受欢迎的代表作之一。
- 2005年12月15日，于iTunes Music Store发布下载限定单曲《Communication break out》，获得R&B/Soul排行榜第1位、综合排行第2位。
- 2006年初由GIZA studio转籍至同在Being旗下的ZAIN RECORDS，3月1日，第三张专辑《花Kagari》发行。
- 2007年转籍至Being新设于东京的唱片公司NORTHERN MUSIC，5月30日，时隔1年的新作《I still believe ~ため息~》发行，成为该公司首张发行作品，同时搭配动画《名侦探柯南》片尾曲，成为首次搭配电视动画的单曲。
- 2008年6月9日，首次独立担任全部作曲与编曲的单曲《CALLING ME》发行。
- 2008年12月3日，时隔两年九个月的第四张专辑《THE PAINTED SOUL》发行，专辑中半数以上曲目由滴草由实本人担任作曲并参与部分编曲。
- 2009年1月8日，出演日本NHK电视台音乐节目《MUSIC JAPAN》，出道五年半以来首次在电视节目中现场演唱。演唱曲目为。
- 2009年8月19日，首张迷你专辑《ENDLESS SUMMER》发行。发售当周即在iTunes Music Store下载排行中获得R&B/Soul排行榜第1位。
- 2009年12月，连续发布两作配信单曲《カタチあるもの》（2009年12月22日）、《Someday～私を忘れて～》（2010年1月13日）。
- 2010年1月，参与KG出道专辑《Love for you》曲目演唱。
- 2010年8月，在网络电影《HEART OF GOLD》（主演：金材昱、文咏珊）中参演角色，并为该片演唱插曲《KOKORONOKYORI》。
- 2013年12月，第五张专辑《A woman's heart》发行決定。本专辑正式确立创作路线，收录13曲中有12曲是滴草由实本人担当词曲创作。

## 人物
- 自中学开始就以成为歌手为目标参加试演会。
- 出道后也不停参与演唱活动，并与世界知名制作人兼鼓手Narada Michael Walden同台，演唱En Vogue的“Free Your Mind”时请他作为鼓手。还有参与日本BLUES界大师近藤房之助LIVE特别来宾演出的经验。
- 由于擅长绘画，曾于2006年9月在J-POP CAFE澀谷店举办演唱活动的同时进行绘画展。

## 作品列表

### 单曲
|      | 发售日         | 名称 | 详细                                                                      |
| 1st  | 2003年7月2日   | Don't you wanna see me ＜oh＞ tonight? c/w:any more Don't you wanna see me ＜oh＞ tonight? DJ ME-YA                       | Oricon榜最高35位 / 累计销量9613枚                                         |
| 2nd  | 2003年9月25日  | TAKE ME TAKE ME c/w:星月夜 TAKE ME TAKE ME～N-BALANCE Mix～ TAKE ME TAKE ME～DJ ME-YA Mix～ TAKE ME TAKE ME～C-Soul Mix～ | Oricon榜最高72位 / 累计销量2485枚                                         |
| 3rd  | 2003年11月19日 | CONTROL Your touch c/w:MOVE ON Breathe again in my bed CONTROL Your touch～N-BALANCE Mix～                                | Oricon榜最高122位 / 累计销量1031枚                                        |
| 4th  | 2004年4月14日  | 心はいつもRainbow Color c/w:Show me～ 眠れぬ少女 Live ver.                                                                | Oricon榜最高84位 / 累计销量1149枚                                         |
| 5th  | 2004年9月29日  | Missing you c/w:大切なもの Show me～ [DJ ME-YA REMIX] Missing you ～秋桜～                                                | Oricon榜最高132位 / 累计销量1267枚                                        |
| 6th  | 2005年2月9日   | 花篝り c/w:Forever, I'm with you                                                                                          | Oricon榜最高70位 / 累计销量4568枚 电视剧《》主題歌                        |
| 7th  | 2006年2月15日  | c/w: | Oricon榜最高151位 / 累计销量522枚 东京电视台节目《JAPAN COUNTDOWN》片尾曲 |
| 8th  | 2007年5月30日  | I still believe ~ため息~ c/w:Wonderful World Lovin' You                                                                   | Oricon榜最高50位 / 累计销量4687枚 读卖电视台动画《名侦探柯南》片尾曲      |
| 9th  | 2008年6月4日   | CALLING ME c/w:I don't know why                                                                                           | Oricon榜最高169位 / 累计销量417枚 TBS节目《》4-6月度片尾曲                |
| 10th | 2008年10月29日 | GO YOUR OWN WAY c/w:Stay with me YOU ARE EVERYTHING（ feat. JAHAH）                                                       | Oricon榜最高77位 / 累计销量1580枚 读卖电视台动画《名侦探柯南》片尾曲      |

### 专辑
|     | 发售日         | 名称               | 收录曲 | 詳細                             |
| 1st | 2003年12月3日  | CONTROL Your touch | 1. ～Prologue～ 2. CONTROL Your touch 3. Don't You Wanna See Me <Oh> Tonight? 4. Move On ～Bounce Mix～ 5. 眠れぬ少女 6. 星月夜 ～Angel Vs Devil Version～ 7. Boy 8. Sometimes 9. TAKE ME TAKE ME 10. Any More ～No More Tears Version～ 11. Tell Me How You Feel 12. I Believe In You | Oricon榜最高97位 累计销量4516枚  |
| 2nd | 2004年10月27日 | Yumi Shizukusa II  | 1. Missing You 2. Rock In The Club 3. I'm In Love feat. Wyclef Jean 4. 心はいつもRaibow Color (Album Ver.) 5. 大切なもの 6. Baby, Love Again 7. 8. 旅 9. Everything For My Dream 10. Lucky Girl 11. What U Need 12. Keep It Love                                                       | Oricon榜最高83位 累计销量3856枚  |
| 3rd | 2006年3月1日   | 花Kagari           | 1. Tonight Be My Love～待ちきれない～ 2. 花篝り 3. 时よ 4. 5. Who You Gonna Be 6. I'm Sorry Mom 7. Baby Fall In Love 8. You're My Life 9. Do You Love Me? 10. | Oricon榜最高131位 累计销量1549枚 |
| 4th | 2008年12月3日  | THE PAINTED SOUL   | 1. THE PAINTED SOUL 2. 3. GO YOUR OWN WAY 4. Cause It's my life 5. Everything's gonna be alright 6. Merry-go-round 7. CALLING ME 8. GOOD BYE 9. I still believe ～ため息～ AL ver. 10. 君の本当の君 11. ユメノツヅキ feat.CRAFT 12. 出逢えたなら                                       | Oricon榜最高191位 累计销量964枚  |

### 迷你专辑
|     | 发售日        | 名称           | 收录曲                                              | 詳細                           |
| 1st | 2009年8月19日 | ENDLESS SUMMER | 1. Endless Summer 2. LET'S GO 3. I wanna run to you | Oricon最高295位，累计销量426枚 |

### iTunes下载限定
- Communication break out（2005年12月14日）
- (Demo version)（2006年3月1日）
  - iTunes Music Store《花kagari》全11曲购入限定附加曲目
- Shiz-tic Covers feat.JAHAH（2008年9月24日）
  - 英文翻唱曲集，《DON'T YOU WORRY ABOUT A THING》《GEORGY PORGY》《What's going on》三曲收录
- カタチあるもの （2009年12月22日）
- Someday～私を忘れて～ （2010年1月13日）
- ありがとう、ずっと（2010年5月5日）

### 其他
- V.A.《DAY TRACK "Lady Mastersoul"》
  - M-12 Don't Say Don't Love
- V.A. GIZA studio MAI-K & FRIENDSHOTROD BEACH PARTY》
  - M-15 CALIFORNIA GIRLS
- TAK MATSUMOTO《THE HIT PARADE》
  - M-10 Foggy Night
- KG《Love for you》
  - M-6 叶わない恋でも... duet with 滴草由实

## 关联项目
- GIZA studio
- Being,Inc.